# Binghamton
Binghamton is een stad in het midzuiden van de Amerikaanse staat New York. Het is de hoofdstad van Broome County. Volgens de census van 2000 telde Binghamton ruim 47.000 inwoners. De regio rond de stad die Greater Binghamton heet telde toen 252.320 inwoners.
In Binghamton is een van de vier universiteitscentra van de State University of New York (SUNY) gevestigd, de Binghamton University. In de regio is computerreus IBM ontstaan en de stad bezit de grootste collectie antieke draaimolens ter wereld. Van dat laatste is een van de bijnamen van de stad afgeleid. Verder is in Binghamton het grootste openbare observatorium in de VS gevestigd, was het in de eerste helft van de 20ste eeuw een belangrijke schoenenstad met de Endicott Johnson Corporation en werd er de vliegsimulator uitgevonden. De stad begon als dorp in 1834 en werd in 1867 officieel een stad. Ze is vernoemd naar William Bingham.
In 1913 vond de fabrieksbrand van Binghamton plaats, waarbij minstens 50 doden vielen in een kledingfabriek.

## Zustersteden
- Borovichi
- La Teste-de-Buch

## Geboren
- David Seyfort Ruegg (1931-2021), Indiakundige, tibetoloog, boeddholoog
- Chris Wedge (1957), filmregisseur
- Douglas Wheelock (1960), astronaut
- Bridget Moynahan (1971), actrice en model